# Mã quốc gia: M
- A
- B
- C
- D–E
- F
- G
- H–I
- J–K
- L
- M
- N
- O–Q
- R
- S
- T
- U–Z

## Ma Cao
| ISO 3166-1 numeric 446        | ISO 3166-1 alpha-3 MAC | ISO 3166-1 alpha-2 MO              | Tiền tố mã sân bay ICAO VM       |
| Mã E.164 +853                 | Mã quốc gia IOC —      | Tên miền quốc gia cấp cao nhất .mo | Tiền tố đăng ký sân bay ICAO B-M |
| Mã quốc gia di động E.212 455 | Mã ba ký tự NATO MAC   | Mã hai ký tự NATO (lỗi thời) MC    | Mã MARC LOC MH                   |
| ID hàng hải ITU 453           | Mã ký tự ITU MAC       | Mã quốc gia FIPS MC                | Mã biển giấy phép —              |
| Tiền tố GTIN GS1 958          | Mã quốc gia UNDP MAC   | Mã quốc gia WMO MU                 | Tiền tố callsign ITU XXA-XXZ     |

## Bắc Macedonia
| ISO 3166-1 numeric 807        | ISO 3166-1 alpha-3 MKD | ISO 3166-1 alpha-2 MK              | Tiền tố mã sân bay ICAO LW       |
| Mã E.164 +389                 | Mã quốc gia IOC MKD    | Tên miền quốc gia cấp cao nhất .mk | Tiền tố đăng ký sân bay ICAO Z3- |
| Mã quốc gia di động E.212 294 | Mã ba ký tự NATO FYR   | Mã hai ký tự NATO (lỗi thời) FY    | Mã MARC LOC XN                   |
| ID hàng hải ITU 274           | Mã ký tự ITU MKD       | Mã quốc gia FIPS MK                | Mã biển giấy phép MK             |
| Tiền tố GTIN GS1 531          | Mã quốc gia UNDP MCD   | Mã quốc gia WMO MJ                 | Tiền tố callsign ITU Z3A-Z3Z     |

## Madagascar
| ISO 3166-1 numeric 450        | ISO 3166-1 alpha-3 MDG | ISO 3166-1 alpha-2 MG              | Tiền tố mã sân bay ICAO FMM, FMN, FMS |
| Mã E.164 +261                 | Mã quốc gia IOC MAD    | Tên miền quốc gia cấp cao nhất .mg | Tiền tố đăng ký sân bay ICAO 5R-      |
| Mã quốc gia di động E.212 646 | Mã ba ký tự NATO MDG   | Mã hai ký tự NATO (lỗi thời) MA    | Mã MARC LOC MG                        |
| ID hàng hải ITU 647           | Mã ký tự ITU MDG       | Mã quốc gia FIPS MA                | Mã biển giấy phép RM                  |
| Tiền tố GTIN GS1 —            | Mã quốc gia UNDP MAG   | Mã quốc gia WMO MG                 | Tiền tố callsign ITU 5RA-5SZ, 6XA-6XZ |

## Malawi
| ISO 3166-1 numeric 454        | ISO 3166-1 alpha-3 MWI | ISO 3166-1 alpha-2 MW              | Tiền tố mã sân bay ICAO FW       |
| Mã E.164 +265                 | Mã quốc gia IOC MAW    | Tên miền quốc gia cấp cao nhất .mw | Tiền tố đăng ký sân bay ICAO 7Q- |
| Mã quốc gia di động E.212 650 | Mã ba ký tự NATO MWI   | Mã hai ký tự NATO (lỗi thời) MI    | Mã MARC LOC MW                   |
| ID hàng hải ITU 655           | Mã ký tự ITU MWI       | Mã quốc gia FIPS MI                | Mã biển giấy phép MW             |
| Tiền tố GTIN GS1 —            | Mã quốc gia UNDP MLW   | Mã quốc gia WMO MW                 | Tiền tố callsign ITU 7QA-7QZ     |

## Malaysia
| ISO 3166-1 numeric 458        | ISO 3166-1 alpha-3 MYS | ISO 3166-1 alpha-2 MY              | Tiền tố mã sân bay ICAO WB, WM        |
| Mã E.164 +60                  | Mã quốc gia IOC MAS    | Tên miền quốc gia cấp cao nhất .my | Tiền tố đăng ký sân bay ICAO 9M-      |
| Mã quốc gia di động E.212 502 | Mã ba ký tự NATO MYS   | Mã hai ký tự NATO (lỗi thời) MY    | Mã MARC LOC MY                        |
| ID hàng hải ITU 533           | Mã ký tự ITU MLA       | Mã quốc gia FIPS MY                | Mã biển giấy phép MAL                 |
| Tiền tố GTIN GS1 955          | Mã quốc gia UNDP MAL   | Mã quốc gia WMO MS                 | Tiền tố callsign ITU 9MA-9MZ, 9WA-9WZ |

## Maldives
| ISO 3166-1 numeric 462        | ISO 3166-1 alpha-3 MDV | ISO 3166-1 alpha-2 MV              | Tiền tố mã sân bay ICAO VR              |
| Mã E.164 +960                 | Mã quốc gia IOC MDV    | Tên miền quốc gia cấp cao nhất .mv | Tiền tố đăng ký sân bay ICAO 8Q-        |
| Mã quốc gia di động E.212 472 | Mã ba ký tự NATO MDV   | Mã hai ký tự NATO (lỗi thời) MV    | Mã MARC LOC XC                          |
| ID hàng hải ITU 455           | Mã ký tự ITU MLD       | Mã quốc gia FIPS MV                | Mã biển giấy phép MV (không chính thức) |
| Tiền tố GTIN GS1 —            | Mã quốc gia UNDP MDV   | Mã quốc gia WMO MV                 | Tiền tố callsign ITU 8QA-8QZ            |

## Mali
| ISO 3166-1 numeric 466        | ISO 3166-1 alpha-3 MLI | ISO 3166-1 alpha-2 ML              | Tiền tố mã sân bay ICAO GA       |
| Mã E.164 +223                 | Mã quốc gia IOC MLI    | Tên miền quốc gia cấp cao nhất .ml | Tiền tố đăng ký sân bay ICAO TZ- |
| Mã quốc gia di động E.212 610 | Mã ba ký tự NATO MLI   | Mã hai ký tự NATO (lỗi thời) ML    | Mã MARC LOC ML                   |
| ID hàng hải ITU 649           | Mã ký tự ITU MLI       | Mã quốc gia FIPS ML                | Mã biển giấy phép RMM            |
| Tiền tố GTIN GS1 —            | Mã quốc gia UNDP MLI   | Mã quốc gia WMO MI                 | Tiền tố callsign ITU TZA-TZZ     |

## Malta
| ISO 3166-1 numeric 470             | ISO 3166-1 alpha-3 MLT | ISO 3166-1 alpha-2 MT              | Tiền tố mã sân bay ICAO LM       |
| Mã E.164 +356                      | Mã quốc gia IOC MLT    | Tên miền quốc gia cấp cao nhất .mt | Tiền tố đăng ký sân bay ICAO 9H- |
| Mã quốc gia di động E.212 278      | Mã ba ký tự NATO MLT   | Mã hai ký tự NATO (lỗi thời) MT    | Mã MARC LOC MM                   |
| ID hàng hải ITU 215, 248, 249, 256 | Mã ký tự ITU MLT       | Mã quốc gia FIPS MT                | Mã biển giấy phép M              |
| Tiền tố GTIN GS1 535               | Mã quốc gia UNDP MAT   | Mã quốc gia WMO ML                 | Tiền tố callsign ITU 9HA-9HZ     |

## Quần đảo Marshall
| ISO 3166-1 numeric 584        | ISO 3166-1 alpha-3 MHL | ISO 3166-1 alpha-2 MH              | Tiền tố mã sân bay ICAO EN, PK          |
| Mã E.164 +692                 | Mã quốc gia IOC MHL    | Tên miền quốc gia cấp cao nhất .mh | Tiền tố đăng ký sân bay ICAO V7-        |
| Mã quốc gia di động E.212 551 | Mã ba ký tự NATO MHL   | Mã hai ký tự NATO (lỗi thời) RM    | Mã MARC LOC XE                          |
| ID hàng hải ITU 538           | Mã ký tự ITU MHL       | Mã quốc gia FIPS RM                | Mã biển giấy phép MH (không chính thức) |
| Tiền tố GTIN GS1 —            | Mã quốc gia UNDP MAS   | Mã quốc gia WMO MH                 | Tiền tố callsign ITU V7A-V7Z            |

## Martinique
| ISO 3166-1 numeric 474        | ISO 3166-1 alpha-3 MTQ | ISO 3166-1 alpha-2 MQ              | Tiền tố mã sân bay ICAO TF      |
| Mã E.164 +596                 | Mã quốc gia IOC —      | Tên miền quốc gia cấp cao nhất .mq | Tiền tố đăng ký sân bay ICAO F- |
| Mã quốc gia di động E.212 340 | Mã ba ký tự NATO MTQ   | Mã hai ký tự NATO (lỗi thời) MB    | Mã MARC LOC MQ                  |
| ID hàng hải ITU 347           | Mã ký tự ITU MRT       | Mã quốc gia FIPS MB                | Mã biển giấy phép —             |
| Tiền tố GTIN GS1 —            | Mã quốc gia UNDP MAQ   | Mã quốc gia WMO MR                 | Tiền tố callsign ITU —          |

## Mauritanie
| ISO 3166-1 numeric 478        | ISO 3166-1 alpha-3 MRT | ISO 3166-1 alpha-2 MR              | Tiền tố mã sân bay ICAO GQ       |
| Mã E.164 +222                 | Mã quốc gia IOC MTN    | Tên miền quốc gia cấp cao nhất .mr | Tiền tố đăng ký sân bay ICAO 5T- |
| Mã quốc gia di động E.212 609 | Mã ba ký tự NATO MRT   | Mã hai ký tự NATO (lỗi thời) MR    | Mã MARC LOC MU                   |
| ID hàng hải ITU 654           | Mã ký tự ITU MTN       | Mã quốc gia FIPS MR                | Mã biển giấy phép RIM            |
| Tiền tố GTIN GS1 —            | Mã quốc gia UNDP MAU   | Mã quốc gia WMO MT                 | Tiền tố callsign ITU 5TA-5TZ     |

## Mauritius
| ISO 3166-1 numeric 480        | ISO 3166-1 alpha-3 MUS | ISO 3166-1 alpha-2 MU              | Tiền tố mã sân bay ICAO FI       |
| Mã E.164 +230                 | Mã quốc gia IOC MRI    | Tên miền quốc gia cấp cao nhất .mu | Tiền tố đăng ký sân bay ICAO 3B- |
| Mã quốc gia di động E.212 617 | Mã ba ký tự NATO MUS   | Mã hai ký tự NATO (lỗi thời) MP    | Mã MARC LOC MF                   |
| ID hàng hải ITU 645           | Mã ký tự ITU MAU       | Mã quốc gia FIPS MP                | Mã biển giấy phép MS             |
| Tiền tố GTIN GS1 609          | Mã quốc gia UNDP MAR   | Mã quốc gia WMO MA                 | Tiền tố callsign ITU 3BA-3BZ     |

## Mayotte
| ISO 3166-1 numeric 175      | ISO 3166-1 alpha-3 MYT | ISO 3166-1 alpha-2 YT              | Tiền tố mã sân bay ICAO FM      |
| Mã E.164 +269               | Mã quốc gia IOC —      | Tên miền quốc gia cấp cao nhất .yt | Tiền tố đăng ký sân bay ICAO F- |
| Mã quốc gia di động E.212 — | Mã ba ký tự NATO MYT   | Mã hai ký tự NATO (lỗi thời) ME    | Mã MARC LOC OT                  |
| ID hàng hải ITU —           | Mã ký tự ITU MYT       | Mã quốc gia FIPS MF                | Mã biển giấy phép —             |
| Tiền tố GTIN GS1 —          | Mã quốc gia UNDP —     | Mã quốc gia WMO —                  | Tiền tố callsign ITU —          |

## México
| ISO 3166-1 numeric 484        | ISO 3166-1 alpha-3 MEX | ISO 3166-1 alpha-2 MX              | Tiền tố mã sân bay ICAO MM                   |
| Mã E.164 +52                  | Mã quốc gia IOC MEX    | Tên miền quốc gia cấp cao nhất .mx | Tiền tố đăng ký sân bay ICAO XA-, XB-, XC-   |
| Mã quốc gia di động E.212 334 | Mã ba ký tự NATO MEX   | Mã hai ký tự NATO (lỗi thời) MX    | Mã MARC LOC MX                               |
| ID hàng hải ITU 345           | Mã ký tự ITU MEX       | Mã quốc gia FIPS MX                | Mã biển giấy phép MEX                        |
| Tiền tố GTIN GS1 750          | Mã quốc gia UNDP MEX   | Mã quốc gia WMO MX                 | Tiền tố callsign ITU 4AA-4CZ,6DA-6JZ,XAA-XIZ |

## Liên bang Micronesia
| ISO 3166-1 numeric 582        | ISO 3166-1 alpha-3 FSM | ISO 3166-1 alpha-2 FM              | Tiền tố mã sân bay ICAO PT               |
| Mã E.164 +691                 | Mã quốc gia IOC FSM    | Tên miền quốc gia cấp cao nhất .fm | Tiền tố đăng ký sân bay ICAO V6-         |
| Mã quốc gia di động E.212 550 | Mã ba ký tự NATO FSM   | Mã hai ký tự NATO (lỗi thời) FM    | Mã MARC LOC FM                           |
| ID hàng hải ITU 510           | Mã ký tự ITU FSM       | Mã quốc gia FIPS FM                | Mã biển giấy phép FSM (không chính thức) |
| Tiền tố GTIN GS1 —            | Mã quốc gia UNDP MIC   | Mã quốc gia WMO KA                 | Tiền tố callsign ITU V6A—V6Z             |

## Moldova
| ISO 3166-1 numeric 498        | ISO 3166-1 alpha-3 MDA | ISO 3166-1 alpha-2 MD              | Tiền tố mã sân bay ICAO LU       |
| Mã E.164 +373                 | Mã quốc gia IOC MDA    | Tên miền quốc gia cấp cao nhất .md | Tiền tố đăng ký sân bay ICAO ER- |
| Mã quốc gia di động E.212 259 | Mã ba ký tự NATO MDA   | Mã hai ký tự NATO (lỗi thời) MD    | Mã MARC LOC MV                   |
| ID hàng hải ITU 214           | Mã ký tự ITU MDA       | Mã quốc gia FIPS MD                | Mã biển giấy phép MD             |
| Tiền tố GTIN GS1 484          | Mã quốc gia UNDP MOL   | Mã quốc gia WMO RM                 | Tiền tố callsign ITU ERA-ERZ     |

## Monaco
| ISO 3166-1 numeric 492        | ISO 3166-1 alpha-3 MCO | ISO 3166-1 alpha-2 MC              | Tiền tố mã sân bay ICAO LN       |
| Mã E.164 +377                 | Mã quốc gia IOC MON    | Tên miền quốc gia cấp cao nhất .mc | Tiền tố đăng ký sân bay ICAO 3A- |
| Mã quốc gia di động E.212 212 | Mã ba ký tự NATO MCO   | Mã hai ký tự NATO (lỗi thời) MN    | Mã MARC LOC MC                   |
| ID hàng hải ITU 254           | Mã ký tự ITU MCO       | Mã quốc gia FIPS MN                | Mã biển giấy phép MC             |
| Tiền tố GTIN GS1 —            | Mã quốc gia UNDP MNC   | Mã quốc gia WMO M3                 | Tiền tố callsign ITU 3AA-3AZ     |

## Mông Cổ
| ISO 3166-1 numeric 496        | ISO 3166-1 alpha-3 MNG | ISO 3166-1 alpha-2 MN              | Tiền tố mã sân bay ICAO ZM       |
| Mã E.164 +976                 | Mã quốc gia IOC MNG    | Tên miền quốc gia cấp cao nhất .mn | Tiền tố đăng ký sân bay ICAO JU- |
| Mã quốc gia di động E.212 428 | Mã ba ký tự NATO MNG   | Mã hai ký tự NATO (lỗi thời) MG    | Mã MARC LOC MP                   |
| ID hàng hải ITU 457           | Mã ký tự ITU MNG       | Mã quốc gia FIPS MG                | Mã biển giấy phép MNG            |
| Tiền tố GTIN GS1 865          | Mã quốc gia UNDP MON   | Mã quốc gia WMO MO                 | Tiền tố callsign ITU JTA-JVZ     |

## Montenegro
| ISO 3166-1 numeric 499        | ISO 3166-1 alpha-3 MNE | ISO 3166-1 alpha-2 ME              | Tiền tố mã sân bay ICAO LY       |
| Mã E.164 +382                 | Mã quốc gia IOC MNE    | Tên miền quốc gia cấp cao nhất .me | Tiền tố đăng ký sân bay ICAO 4O- |
| Mã quốc gia di động E.212 297 | Mã ba ký tự NATO —     | Mã hai ký tự NATO (lỗi thời) —     | Mã MARC LOC MO                   |
| ID hàng hải ITU 262           | Mã ký tự ITU MNE       | Mã quốc gia FIPS MJ                | Mã biển giấy phép MNE            |
| Tiền tố GTIN GS1 —            | Mã quốc gia UNDP —     | Mã quốc gia WMO M4                 | Tiền tố callsign ITU 4OA-4OZ     |

## Montserrat
| ISO 3166-1 numeric 500        | ISO 3166-1 alpha-3 MSR | ISO 3166-1 alpha-2 MS              | Tiền tố mã sân bay ICAO TR         |
| Mã E.164 +1 664               | Mã quốc gia IOC —      | Tên miền quốc gia cấp cao nhất .ms | Tiền tố đăng ký sân bay ICAO VP-M- |
| Mã quốc gia di động E.212 354 | Mã ba ký tự NATO MSR   | Mã hai ký tự NATO (lỗi thời) MH    | Mã MARC LOC MJ                     |
| ID hàng hải ITU 348           | Mã ký tự ITU MSR       | Mã quốc gia FIPS MH                | Mã biển giấy phép —                |
| Tiền tố GTIN GS1 —            | Mã quốc gia UNDP MOT   | Mã quốc gia WMO M2                 | Tiền tố callsign ITU —             |

## Maroc
| ISO 3166-1 numeric 504        | ISO 3166-1 alpha-3 MAR | ISO 3166-1 alpha-2 MA              | Tiền tố mã sân bay ICAO GM            |
| Mã E.164 +212                 | Mã quốc gia IOC MAR    | Tên miền quốc gia cấp cao nhất .ma | Tiền tố đăng ký sân bay ICAO CN-      |
| Mã quốc gia di động E.212 604 | Mã ba ký tự NATO MAR   | Mã hai ký tự NATO (lỗi thời) MO    | Mã MARC LOC MR                        |
| ID hàng hải ITU 242           | Mã ký tự ITU MRC       | Mã quốc gia FIPS MO                | Mã biển giấy phép MA                  |
| Tiền tố GTIN GS1 611          | Mã quốc gia UNDP MOR   | Mã quốc gia WMO MC                 | Tiền tố callsign ITU 5CA-5GZ, CNA-CNZ |

## Mozambique
| ISO 3166-1 numeric 508        | ISO 3166-1 alpha-3 MOZ | ISO 3166-1 alpha-2 MZ              | Tiền tố mã sân bay ICAO FQ       |
| Mã E.164 +258                 | Mã quốc gia IOC MOZ    | Tên miền quốc gia cấp cao nhất .mz | Tiền tố đăng ký sân bay ICAO C9- |
| Mã quốc gia di động E.212 643 | Mã ba ký tự NATO MOZ   | Mã hai ký tự NATO (lỗi thời) MZ    | Mã MARC LOC MZ                   |
| ID hàng hải ITU 650           | Mã ký tự ITU MOZ       | Mã quốc gia FIPS MZ                | Mã biển giấy phép MOC            |
| Tiền tố GTIN GS1 —            | Mã quốc gia UNDP MOZ   | Mã quốc gia WMO MZ                 | Tiền tố callsign ITU C8A-C9Z     |